# 集中戦略
集中戦略（しゅうちゅうせんりゃく、英: focus）は製品の対象を市場内の特定セグメントへ絞り込む競争戦略である。集中化戦略とも。

## 概要
集中戦略は競争戦略の一種であり、プロダクトを市場全体向けではなく特定の顧客層や地域向けに集中させる戦略である。マイケル・ポーターによって提唱された。
集中戦略は次の2つに分類される。
- コスト集中: 選ばれたセグメントでのコスト優位（局所的なコスト・リーダーシップ戦略）
- 差別化集中: 選ばれたセグメントでの差別化（局所的な差別化戦略）

集中戦略の優位性は「絞り込んだセグメントへの効果的・効率的な価値提供」に由来する。たとえ市場全体では優位性を発揮できなくとも、自社が局所的に優位性をもてるセグメントをターゲティングすればそのセグメントにおいて競争優位に立てる。

## リスク
集中戦略ではコストあるいは差別化に集中するため、コスト集中すればコスト・リーダーシップ戦略と同じリスクを、差別化集中すれば差別化戦略と同じリスクを負う。さらに集中特有のリスクを背負う。

### コスト差拡大
競争激化による非集中戦略とのコスト差拡大リスクがある。非集中タイプ戦略が圧倒的スケールメリットでコスト差をつけてきた場合、太刀打ちできないリスクがある。
例えば自社が動画配信市場のアニメセグメントに集中し、広いアニメの品揃えで競争力を生んでいるとする（差別化集中）。しかしあらゆるドラマ・映画を配信する業界リーダーが技術革新を繰り返した結果、動画を保持しインターネット配信するコストに圧倒的な差が生まれ、業界リーダーが自社の半額でサービス提供可能になる（コスト差拡大）。自社にはアニメの品揃えで一日の長があったが、アニメセグメントでも総合的な価値は業界リーダーに軍配が上がり、自社は競合に敗れてしまう。また作品をアニメに絞って調達コストを抑えていた場合（コスト集中）でも、共通部分である配信コストで差が拡大すると総コストで負けて戦略が崩壊してしまう。

### セグメント消失
競争環境の変化による市場-標的セグメント間の差が消失するリスクがある。集中戦略は「特定セグメントは市場全体と異なる」ことが前提であり、差の消失は戦略の無効化を意味する。
例えば自社が機能Aに価値を感じるセグメントαをターゲティングして競争力を生んでいるとする（差別化集中）。それを見たマーケットリーダーが市場全体向けの製品に機能Aを取り込れたことにより、市場全体が機能Aの価値を認識する（市場環境の変化）。その結果セグメントαと市場全体の価値観は同一になり、セグメントがセグメントでなくなる（差の消失）。集中戦略を取っていた自社は競争力の源を失い、マーケットリーダーのコスト・リーダーシップ戦略に基づく価格攻勢と正面戦闘せざるを得なくなり、この市場で敗北してしまう。

### 更なる集中
競合相手が標的セグメント内に更なる集中をおこなうリスクがある。すなわち標的セグメントを1つの市場とみなし、そこに集中戦略を適用する競合が現れるリスクがある。
例えば自社がラーメン市場において豚骨ラーメンセグメントを見出し競争力を生んでいるとする。そこに新たな競合が現れ「アッサリ豚骨」サブセグメントを狙い撃ちしたことにより、豚骨ラーメンセグメントがさらに細分化される（更なる集中）。その結果アッサリ好きの顧客を競合に奪われ、かつラーメン市場全体のコストリーダーシップは得られていないため、自社は「色々な豚骨ラーメンを安くない価格で売る店」という中途半端な立ち位置を取らざるを得なくなり、競争力を失ってしまう。